# Гаратти, Витторио
Витторио Гаратти (итал. Vittorio Garatti, 6 апреля 1927 года, Милан — 12 января 2023 года, там же) — итальянский архитектор. Лауреат премии Витторио де Сика (2012).
В молодые годы выступил одним из критиков послевоенного рационализма в архитектуре. Много работал в Латинской Америке, стал известен своими амбициозными проектами строительства на Кубе. Возвратившись в Италию, своими новыми работами сумел добиться признания и на родине.

## Биография
Витторио Гаратти родился в Милане 6 апреля 1927 года.
Архитектурное образование получил, окончив в 1957 году Миланский политехнический институт, учился у Эрнесто Натана Роджера, оказавшего на него большое влияние. Гвидо Канелла и Гаэ Ауленти были его однокурсниками.
В том же году Гаратти уехал в Венесуэлу, где нашёл работу в проекте «Банко Обреро» под руководством архитектора Карлоса Рауля Вильянуэва и начал преподавать в Университете Каракаса.
Гаратти, как и его коллега по работе и партнёр по проекту «Банко Обреро» Роберто Готтарди, был молодым участником послевоенных дебатов в Италии против рационализма, критиков которого возглавляли такие тогда фигуры, как Эрнесто Натан Роджерс, Карло Скарпа, Марио Ридольфи, Джузеппе Самона и Бруно Зеви.

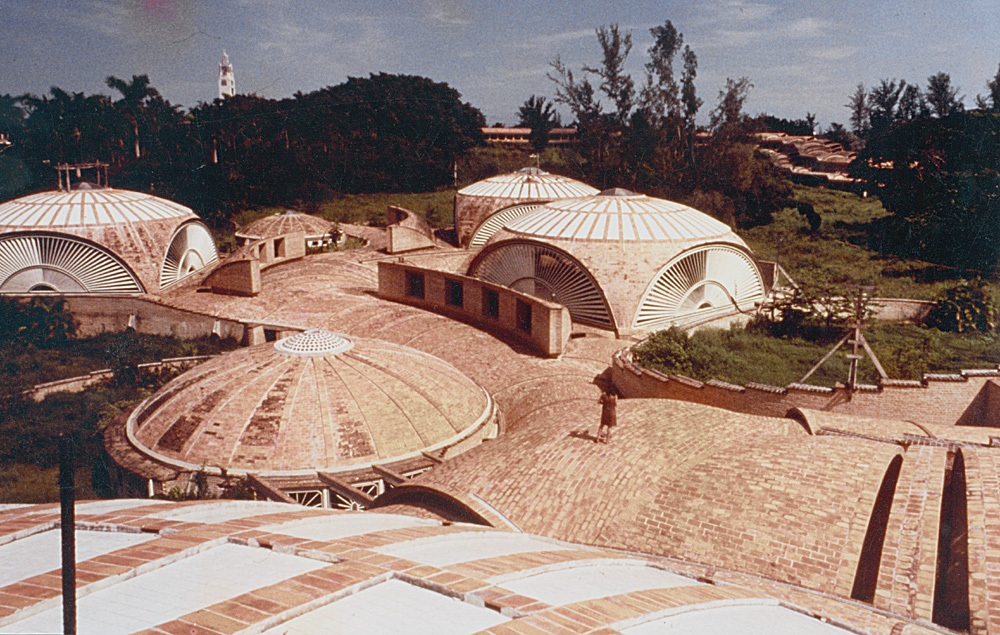
Витторио Гаратти. Школа балета (1961—1965)

После победы кубинской революции, кубинский архитектор (и участник проекта «Банко Обреро») Рикардо Порро пригласил Гаратти и Роберто Готарди присоединиться к нему в Гаване в начале 1961 года. Они вскоре начали работать над амбициозным проектом Новой национальной художественной школы, заказанной Фиделем Кастро и Че Геварой в контексте новой политики в сфере образования, принятой сразу после революции. Архитектурный комплекс должен был быть построен в самом эксклюзивном кубинском районе — Country Club. Авторы идеи намеревались создать культурный центр необычайных размеров, открытый для развивающихся стран трёх континентов, всего в 90 милях от символа американского империализма.
Подготовленный Гаратти проект школы музыки и школы балета сочетал кирпич, керамику и каталонскую сводчатую структуру, которая отражала оптимизм и экспрессию того времени. Художественные школы хотели создать новую архитектуру так же, как революция стремилась создать новое общество.
Витторио Гаратти писал: «Мы позаботились о том, чтобы как можно меньше затронуть поле для гольфа. Мы разместили несколько школ на окраинах парка, ближе к буржуазной застройке, которая располагалась кольцом вокруг поля для гольфа и которую предназначали для проживания студентов. В центре парка находилось здание клуба, с большим рестораном, который предназначали для общего пользования (столовая, место встреч и т. д.), и бассейном».
Строительство комплекса было прервано после Карибского кризиса, когда военно-морская блокада, навязанная Соединёнными Штатами Америки, привела к вынужденной переоценке экономических и культурных приоритетов.
Идею школы искусств подвергли идеологическому осуждению из-за изменившегося политического и культурного мышления — теперь утопическая архитектура считалась политически неверной по сравнению с советским стилем, который приобретал доминирование на острове. В 1965 году весь комплекс был заброшен и постепенно разрушился, часть материалов была забрана для повторного использования на других стройках.
В 1966—1967 годах вместе с Серджо Барони и Уго д’Акоста Гаратти спроектировал кубинский павильон для Всемирной выставки в Монреале. В 1968—1970 годах, с Максом Вакеро, Эусебио Аскюэ и Жан-Пьером Гарнье, он контролировал план развития столицы.
В результате изменения культурной и идеологической обстановки в стране к Витторио Гаратти стали относиться с подозрением, и в июне 1974 года он был арестован на двадцать дней по обвинению в шпионаже. В том же году он был выдворен из страны.
Гаратти возвратился в Италию, где продолжил работать архитектором.
О незавершенном проекте школы музыки начали вспоминать в 1999 году после публикации книги «Революция форм — забытые художественные школы Кубы» Джона Лумиса, архитектора и профессора Городского колледжа Нью-Йорка. 28 февраля 2003 года объект был включён в предварительный список объектов всемирного наследия ЮНЕСКО в категории культурного наследия. Эти события возродили интерес к заброшенному архитектурному комплексу. В 2011 году вышел документальный фильм «Незаконченные пространства» (англ. Unfinished Spaces), продюсерами и режиссёрами которого выступили Алиса Намиас и Бенджамин Мюррей. Витторио Гаратти посетил фестивальные премьеры ленты в Лос-Анджелесе и Гаване. Фильм получил премию «Независимый дух», премию Общества историков архитектуры в области кино и видео и был выпущен на различных носителях.
Были инициированы мероприятия по сбору средств на восстановление (сохранение) проекта. В ноябре 2012 года международная пресса объявила о проекте реставрации и повторного использования комплекса Национальной школы искусств, выдвинутом суперзвездой кубинского балета Карлосом Акостой. По данным BBC, Акоста планировал создать новую модель балетной школы, которая была бы финансово самоокупаемой и функционировала бы как некоммерческая благотворительная организация. Однако, согласно ВВС, проект был остановлен из-за противодействия Витторио Гаратти, протестовавшего против его отстранения от участия в проекте. Он написал лидерам Кубы, утверждая, что Акоста хочет «присвоить» и «приватизировать» его здание.
В ноябре 2012 года президент Итальянской Республики Джорджо Наполитано наградил Гаратти и архитекторов Рикардо Порро и Роберто Готтарди премией Витторио де Сика в категории «Архитектура».